# Bresnik (Kraljevo)
Pour les articles homonymes, voir Bresnik.
Bresnik (en serbe cyrillique : Бресник) est un village de Serbie situé sur le territoire de la ville de Kraljevo, district de Raška. Au recensement de 2011, il comptait 119 habitants.

## Démographie
| 1948 | 1953 | 1961 | 1971 | 1981 | 1991 | 2002 | 2011 |
| ---- | ---- | ---- | ---- | ---- | ---- | ---- | ---- |
| 499  | 595  | 590  | 446  | 370  | 238  | 184  | 119  |

|  |